# AC4
AC4 fue una banda de hardcore formada en Umeå, Suecia, en el año 2008. 

## Historia
AC4 se formó en 2008 por Dennis Lyxzén (voz), Karl Backman (guitarra), David Sandström (bajo) y Jens Nordén (batería) y lanzaron su primer LP, AC4, en 2009. Sandström fue reemplazado por Christoffer Röstlund Jonsson a principios de 2012. 
Además, los miembros participaron o participan en distintas bandas como Refused (Lyxzén y Sandström), The Vectors (Backman y Nordén), The (International) Noise Conspiracy (Lyxzén) y DS-13 (Jonsson).
Tras la publicación de dos álbumes de estudio, la agrupación decidió separarse en 2013 después de una última gira por los Europa. Backman siguió como guitarrista en The T-55's. 

## Miembros
Última formación
- Dennis Lyxzén – voces (2008 –2013)
- Karl Backman – guitarra (2008 –2013)
- Christoffer Röstlund Jonsson – bajo (2012 –2013)
- Fredrik Lyxzén – batería (2013)[1]

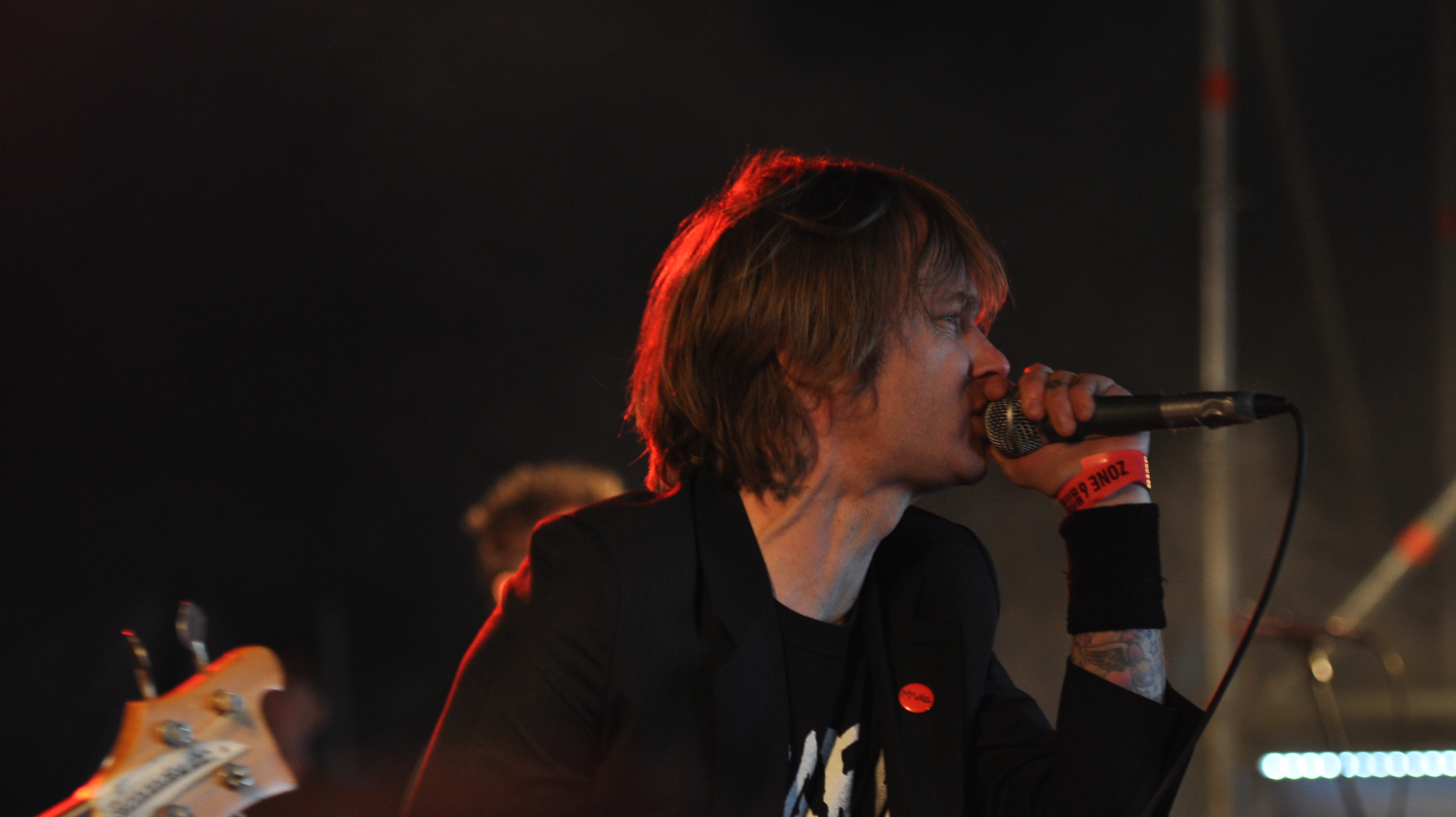
Dennis Lyxzén
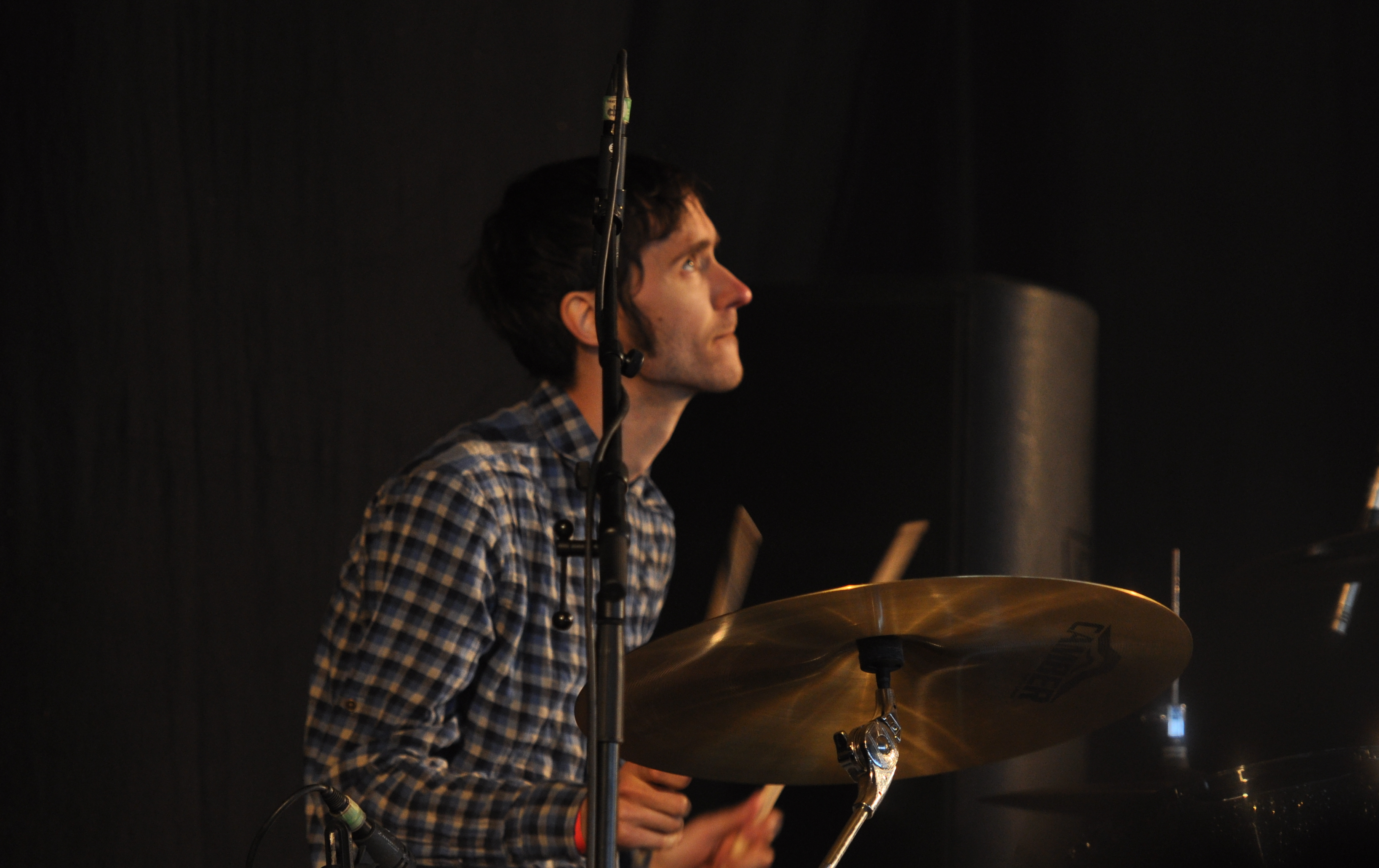
Fredrik Lyxzén
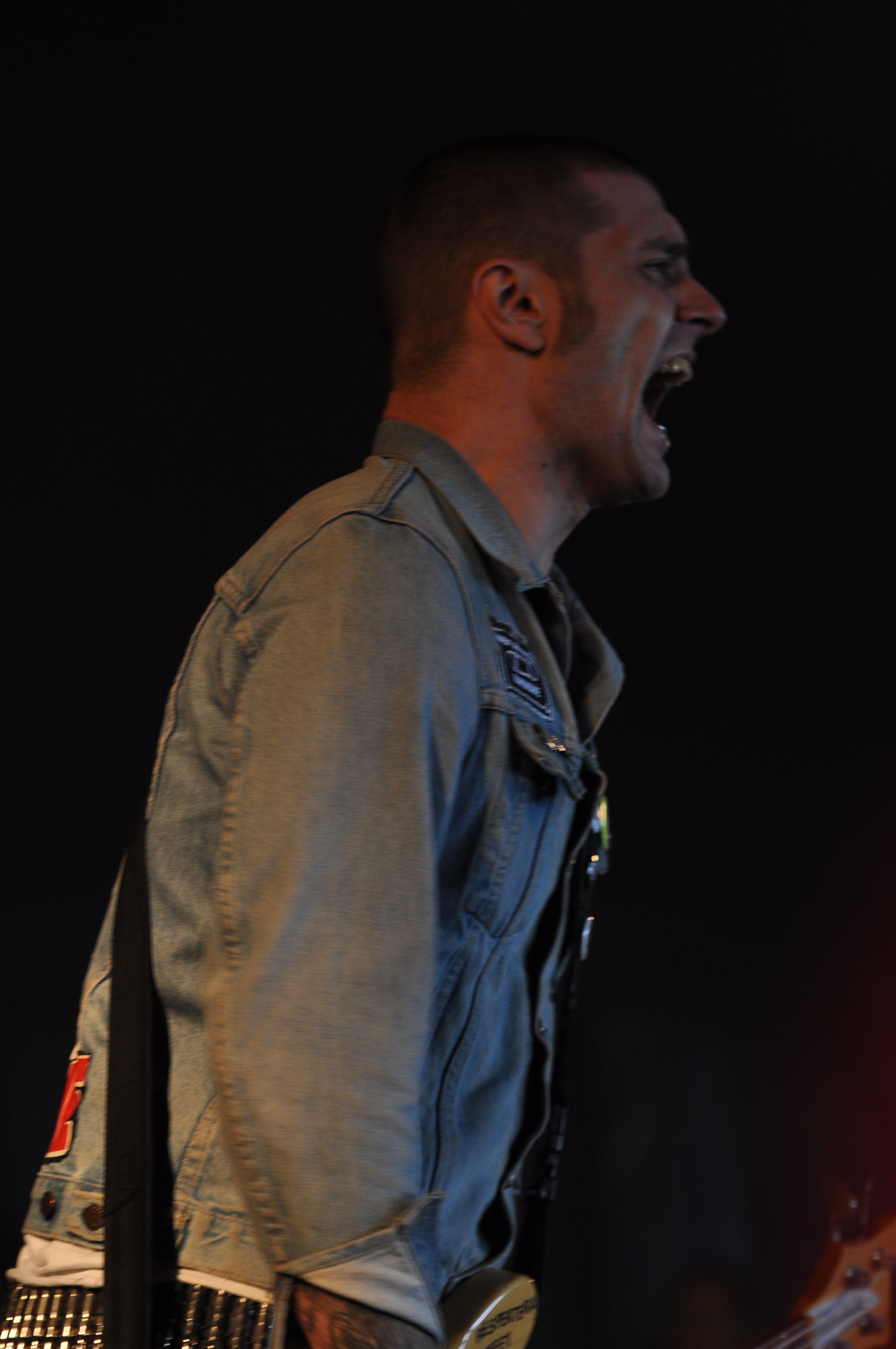
Christoffer Röstlund Jonsson
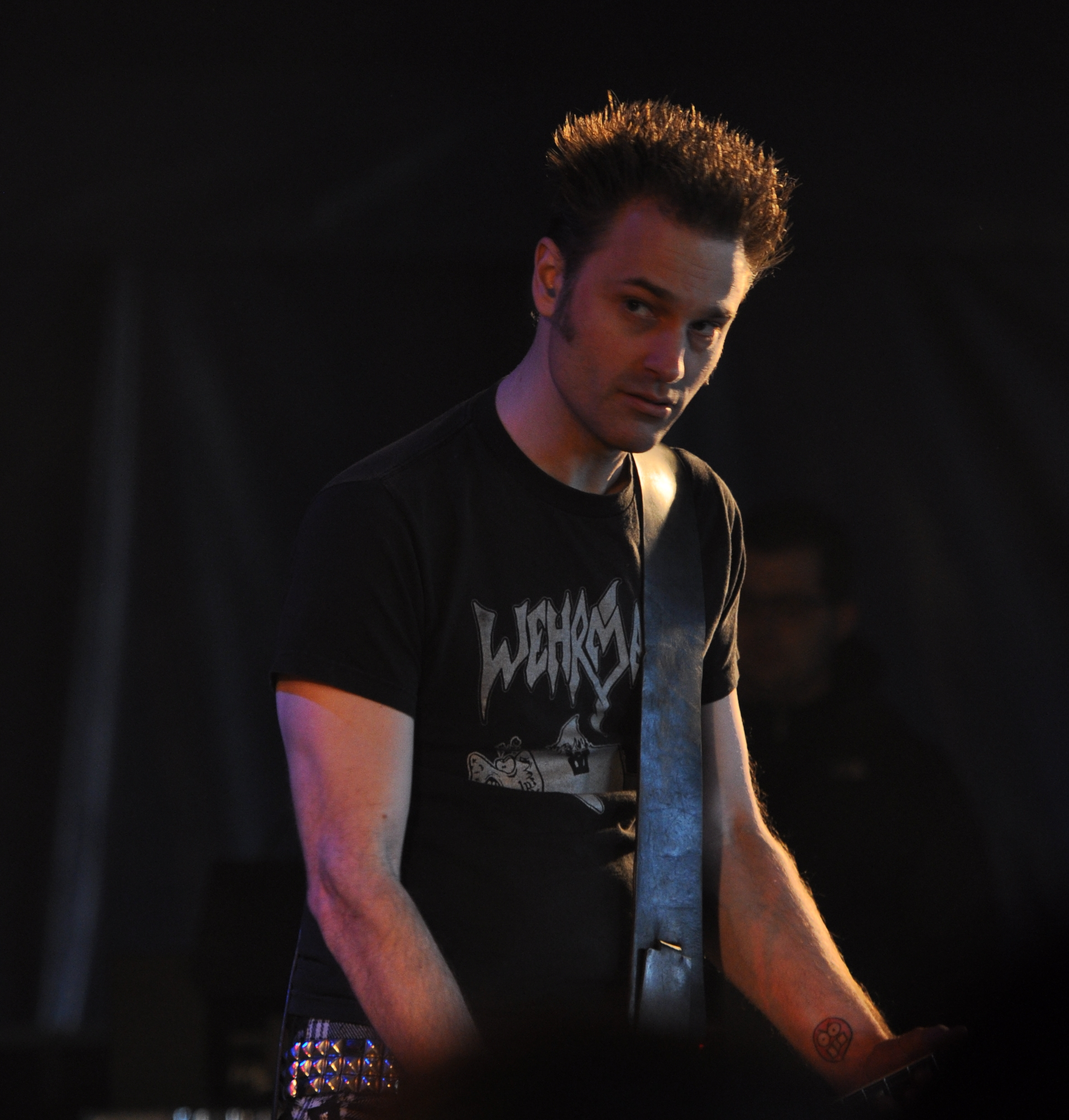
Karl Backman

Miembros anteriores
- David Sandström – bajo  (2008–2011)
- Jens Nordén – batería (2008–2013)[1]

## Discografía

### Álbumes de estudio
- AC4 (Ny Våg 2009),[5][6] (Deranged 2010),[7] (Shock Entertainment 2011)[8]
- Burn The World (Deathwish Inc. / Ny Våg 2013)[9]

### EP/sencillos
- Umeå Hardcore EP (P.Trash 2010)[10][11]

### Slipts
- Split EP w/ SSA (Aniseed 2010)

### Apariciones en compilatorios
- Ox-Compilation #86 (Ox Fanzine 2009)[12]
- Umeå Vråljazz Giganter (Ny Våg 2010)[13]
- Angry Scenes Volume 5 (Angry Scenes Records 2011)[14]